# Обыкновенный могильщик
Обыкновенный могильщик, или погребальный могильщик, или рыжебулавый могильщик (лат. Nicrophorus vespillo) — вид жуков-мертвоедов из подсемейства могильщиков.

## Описание
Жук длиной от 12 до 26 мм. Булава усиков крупная, двухцветная — вершинные членики оранжево-красного цвета. Переднеспинка квадратной формы, с закругленными углами. Ее передний край покрыт длинными жёлтыми волосками. Надкрылья чёрного цвета с двумя красными либо красно-оранжевыми перевязями. Эпиплевры полностью оранжевые. Плечи и задняя часть бокового края надкрылий с жёлтыми волосками. Заднегрудь, вершины сегментов брюшка и задние бедра снизу покрыты жёлтыми волосками. Вертлуги задних ног с длинным зубцом. Голени задних ног сильно изогнуты вовнутрь (У мелких экземпляров зубец вертлугов может быть коротким, а задние голени едва изогнуты).
Время лёта жуков — с апреля по октябрь.
При поимке способен издавать звуки трением надкрыльев и брюшка.

## Ареал
Европа, Кавказ, большая часть Сибири, Казахстан, Средняя Азия. На востоке достигает Монголии и севера Китая, на юге - севера Индии. Был завезен в Северную Америку.

## Экология
Являются некрофагами: питаются падалью как на стадии имаго, так и в личиночной стадии. Жуки закапывают трупы мелких животных в почву (за что жуки и получили своё название «могильщики») и проявляют развитую заботу о потомстве — личинках, подготавливая для них питательный субстрат. В случае отсутствия основного пищевого источника описаны случаи факультативного хищничества либо же питания гниющими растительными остатками и грибами.
Благодаря развитым хеморецепторам на концах усиков, они издалека чуют падаль и способны слетаться к ней за сотни метров. Самец и самка вдвоем закапывают найденную падаль (обычно это труп мелкого млекопитающего или птицы), выгребая из-под неё землю; тем самым они прячут её от других падальщиков (падальных мух и жуков). Они используют экскременты и слюну, чтобы замедлить разложение и убрать запах разложения, привлекающий внимание конкурентов. Закапывание также предохраняет труп от пересыхания в период, когда им питаются личинки. При рыхлой почве зарывание происходит очень быстро, за несколько часов. Иногда, подрываясь под труп с одной стороны, могильщики постепенно перемещают его с места, неудобного для погребения. После зарывания самка откладывает поблизости яйца (обычно в земляной ямке). Как правило, падаль занимает одна пара жуков, отогнавшая остальных.
Из отложенных яиц выходят личинки с 6 малоразвитыми ногами и группами из 6 глазков с каждой стороны. Интересной особенностью могильщиков является забота о потомстве: хотя личинки способны питаться самостоятельно, родители растворяют пищеварительными ферментами ткани трупа, готовя для них питательный «бульон». Это позволяет личинкам быстрее развиваться. Через несколько дней личинки зарываются глубже в землю, где окукливаются, превращаясь во взрослых жуков.
Ночью можно приманить искусственным светом. Часто носит клещей-паразитов Poecilochirus carabi.